# Crannóg im Buiston Loch

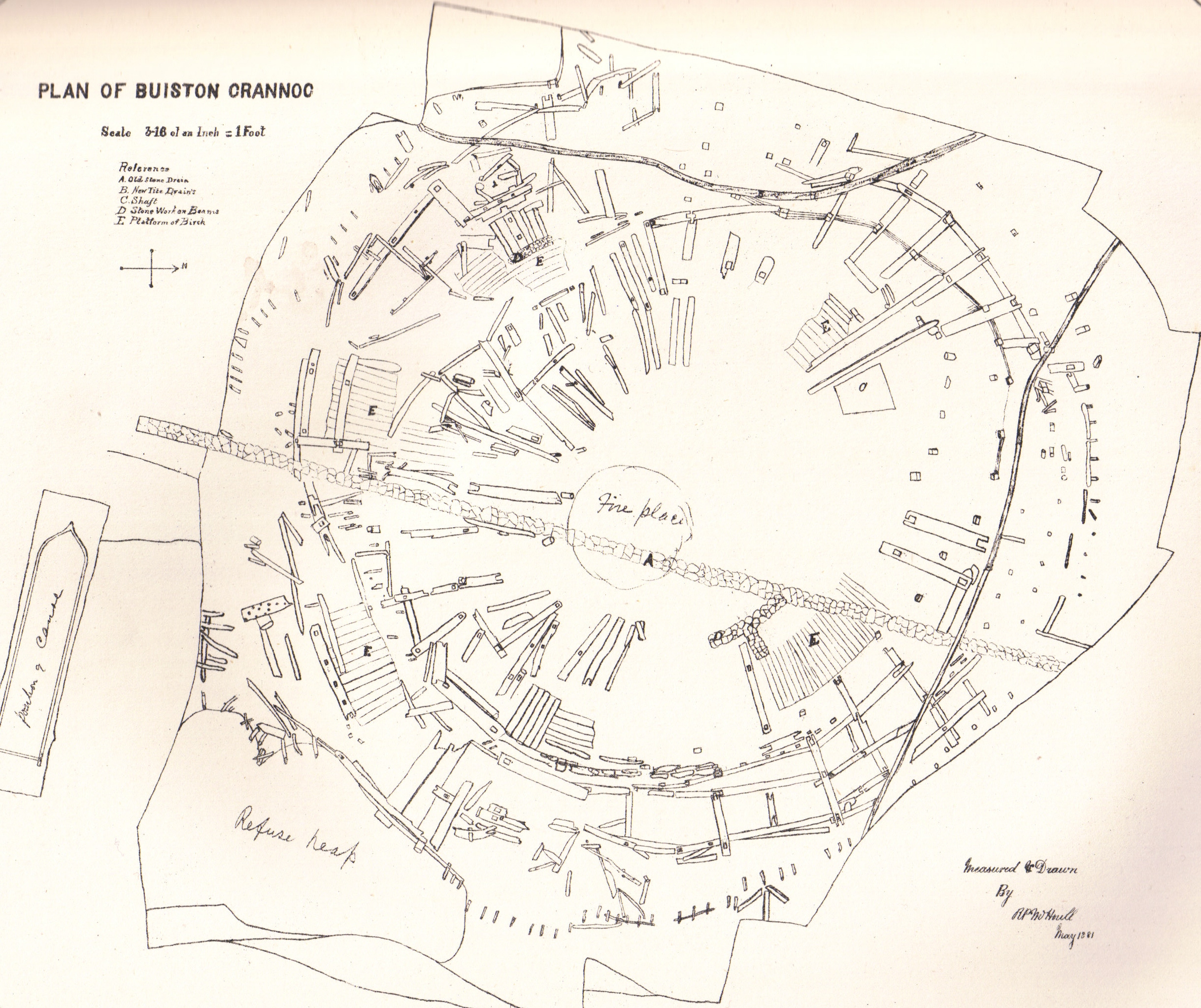
Grundplan

Der Crannóg im Buiston Loch (gespr. bɪstən – auch als Buston, Biston, Mid Buiston, Lochside und Swan Knowe bekannt) lag im Buiston Loch südlich von Stewarton, nördlich von Kilmaura, in East Ayrshire in Schottland. Der natürliche See in einem Toteisloch von etwa 100 m Durchmesser war eine oft überschwemmte Senke im tiefliegenden Weideland, nahe der Mid Buiston Farm, östlich der Straße A735.
Die Ausgrabungen des Crannógs erfolgten 1880–81 und 1989–90 und wurde von Duncan McNaught (Entdecker – 1845–1925), Robert Munro (Ausgräber – 1835–1920) und anderen dokumentiert.
Die Struktur bestand aus einem Floß aus Schichten Steinen und Zweigen, die durch Ringe aus Pfählen an Ort und Stelle gehalten und durch Holzbalken sowohl radial als auch konzentrisch verbunden war. Der Durchmesser betrug etwa 25,2 m. Auf der Plattform wurde ein Haus gebaut. Es scheint über 15 m Durchmesser gehabt zu haben, mit Wänden aus Holz und Stein und einer zentralen Feuerstelle mit über 3,0 m Durchmesser. Die Artefakte (im National Museum of Antiquities of Scotland) bestehen aus Ahle, Bronzestiften, Eisenmesser und -stempel, einer zylindrischen Glasperle, zwei Goldspiralfingerringe, Kieseln, Knochenkämmen, Speer- und Pfeilspitzen, Quirlen, Polierern, einem Schieber, Schleifsteinen, einer falschen Samianscherbe, E-Ware und Keramik, wahrscheinlich fränkischer Herkunft. Auch die Fälschung eines Tremissis (Goldmünze) des 7. Jahrhunderts wurde gefunden. Die übrigen aber unbestimmbaren Funde passen ins 7. Jahrhundert.

Crannóg im Buiston Loch
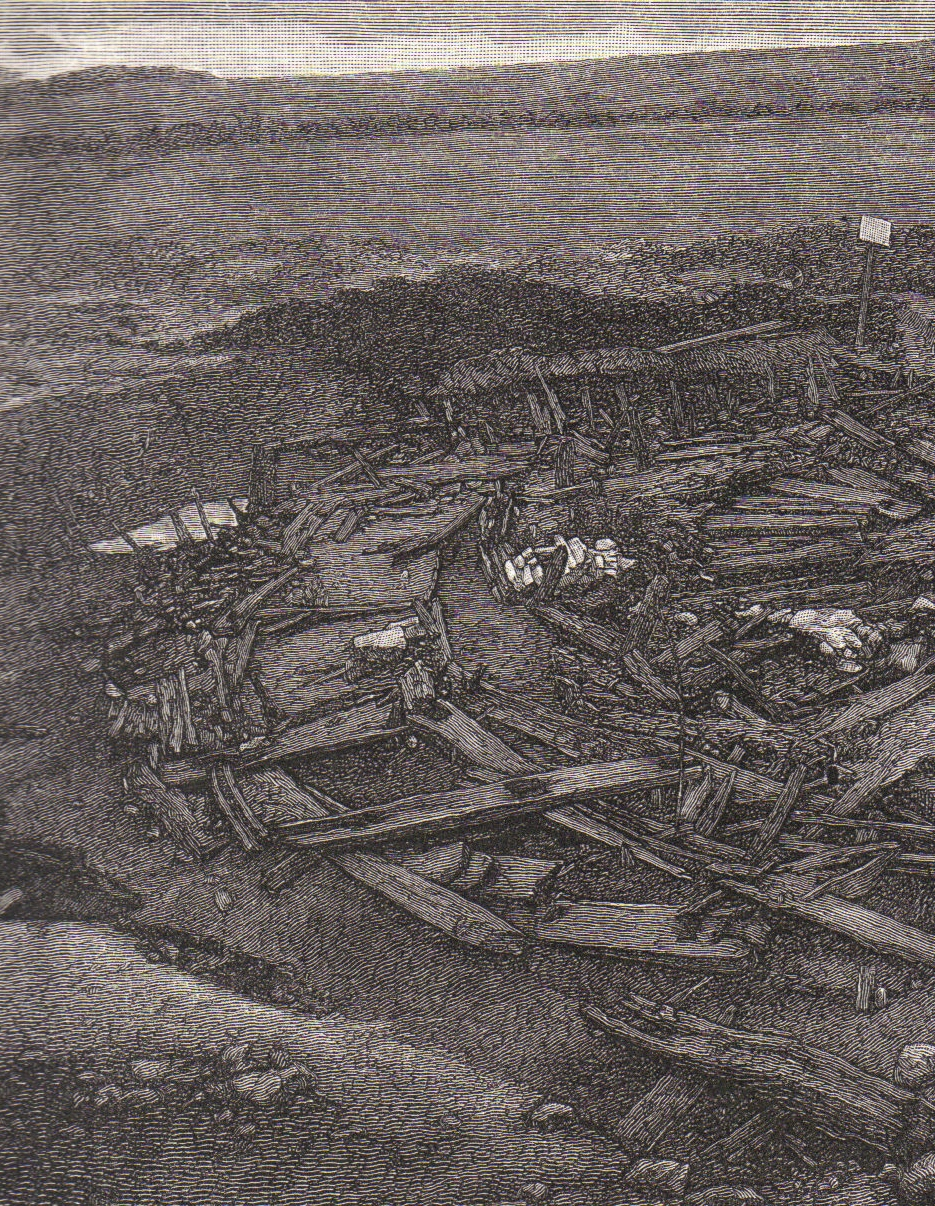
Ausgrabung
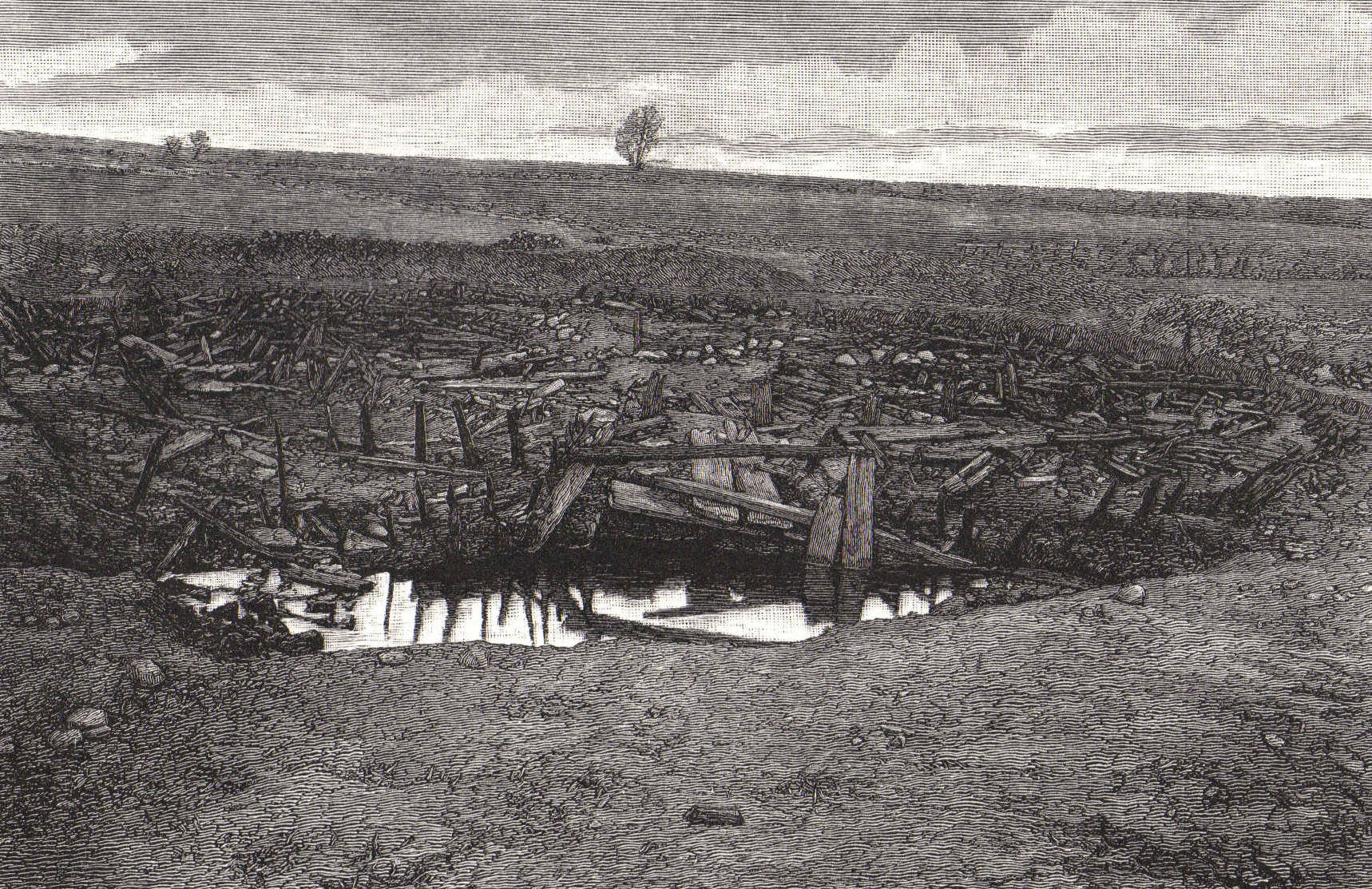
Ausgrabung
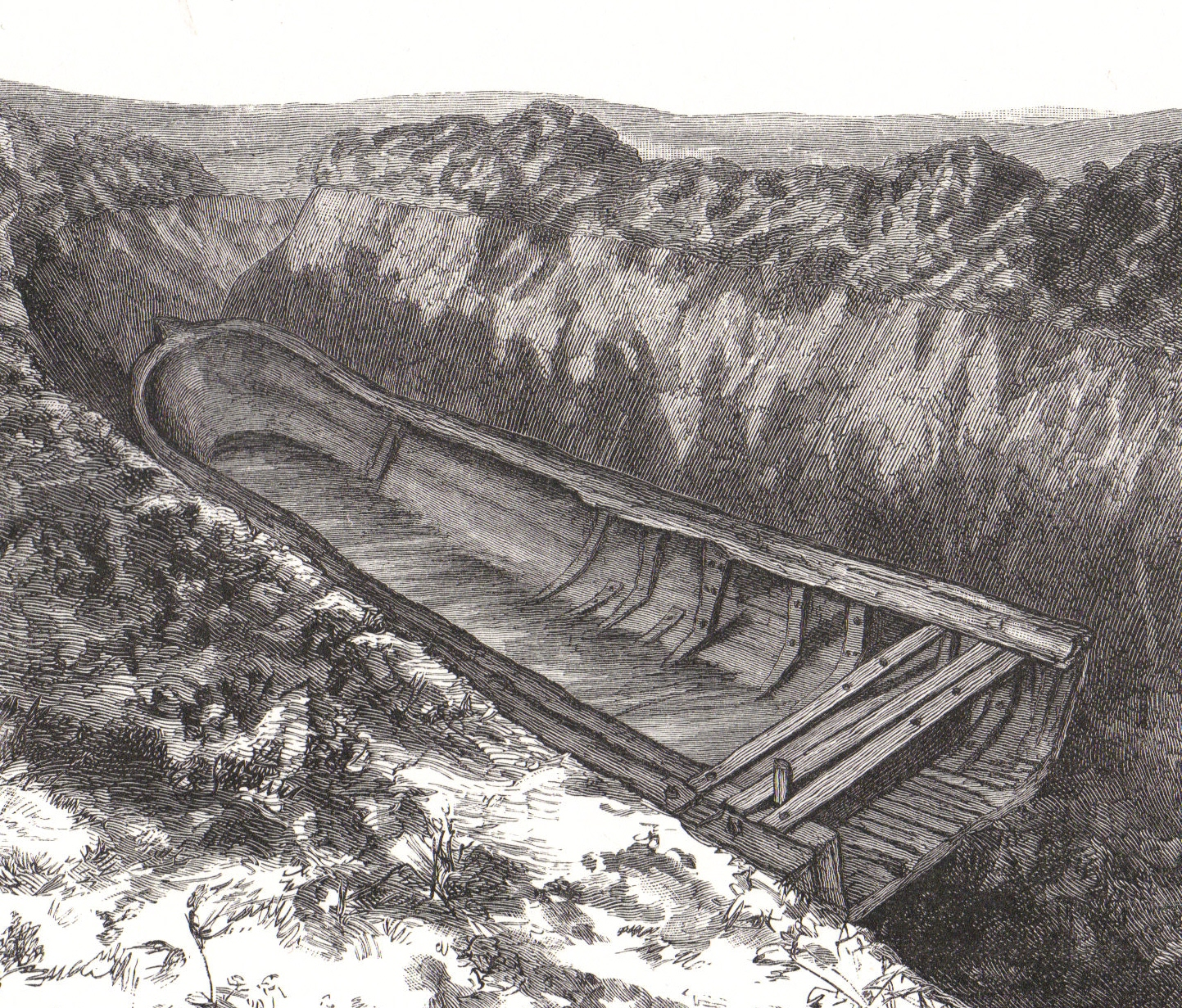
Einbaum

Ein über 7,0 m langer Einbaum mit einem eingesetzten Heckbord wurde neben dem Crannóg gefunden.
Die jüngsten Ausgrabungen zeigen, dass trotz der Entwässerung des Lochs und der darauf folgenden Ausgrabung im 19. Jahrhundert noch umfangreiche Relikte überlebt haben. Die Radiokohlenstoff-Datierung weist aus, dass der Crannóg während der Zeit der römischen Besetzung gebaut wurde, aber die dendrochronologische Analyse der Bauhölzer zeigt, dass der Großteil aus der ersten Hälfte des 7. Jahrhunderts stammt.
Die Nutzung auf dem Crannóg bestand aus einem einzigen Rundhaus und Analysen haben Einblicke in die Bedingungen gegeben, unter denen die Struktur bewohnt wurde. Eine Palette organischer Artefakte, vor allem Holz und Leder, wurde geborgen und ergänzt die reichen anorganischen Artefakte, die während der Ausgrabung im 19. Jahrhundert geborgen wurden.